# 渡辺徹 家族の時間
『聖教新聞Presents 渡辺徹 家族の時間』（せいきょうしんぶんプレゼンツ わたなべとおる かぞくのじかん）は、2015年（平成27年）3月30日より2019年3月29日まで平日（月曜日 - 金曜日）に文化放送他、全国の民放ラジオ34局で放送されていたラジオ番組。俳優・渡辺徹の冠番組である。聖教新聞社の単独スポンサー番組。
文化放送での放送時間は平日 11:45 - 11:51（『くにまるジャパン 極』内）。

## 概要
本番組は、家族の絆・思いやりなど日本各地のリスナーからの心温まるエピソードや悩み、日常の喜怒哀楽などを渡辺が紹介する。
月曜から金曜までの曜日別にテーマを分け、リスナーからの番組宛の投書や、聖教新聞に掲載された同紙読者の体験談を基に、トークが進められる。
不定期にゲストが1週間登場することがあり、その際曜日別のテーマは全てゲストの体験談になる。
番組のエンディングに流れる曲は、島田歌穂が唄う「母」 。稀に英語バージョンが流れることもある。
曜日別のテーマは下記の通り（2015年4月現在）。
- （月）　我が家の家族自慢
- （火）　父親奮闘記
- （水）　まごころ介護録
- （木）　子育て日記
- （金）　母へ、そして母から

## ネット局
放送時間は、制作局の文化放送を除き、早い順から記載。
| 放送対象地域   | 放送局名                      | 放送時間      | 内包番組・脚注                                                              |
| -------------- | ----------------------------- | ------------- | --------------------------------------------------------------------------- |
| 関東広域圏     | 文化放送（QR）                | 11:45 - 11:51 | 【制作局】 『くにまるジャパン 極』内                                        |
| 鹿児島県       | 南日本放送（MBC）             | 9:37 - 9:43   |                                                                             |
| 和歌山県       | 和歌山放送（wbs）             | 10:49 - 10:54 | [ 2 ]                                                                       |
| 青森県         | 青森放送（RAB）               | 11:15 - 11:20 |                                                                             |
| 福岡県         | 九州朝日放送（KBC）           | 11:30 - 11:35 | 『ガブリナ』内                                                              |
| 近畿広域圏     | ラジオ大阪（OBC）             | 11:34 - 11:40 |                                                                             |
| 山口県         | 山口放送（KRY）               | 11:37 - 11:45 |                                                                             |
| 北海道         | STVラジオ                     | 11:45 - 11:50 | 『工藤じゅんきの十人十色』内                                                |
| 愛媛県         | 南海放送（RNB）               | 11:45 - 11:50 | [ 4 ]                                                                       |
| 高知県         | 高知放送（RKC）               | 11:45 - 11:50 |                                                                             |
| 秋田県         | 秋田放送（ABS）               | 11:45 - 11:51 |                                                                             |
| 広島県         | 中国放送（RCC）               | 11:49 - 11:55 |                                                                             |
| 福井県         | 福井放送（FBC）               | 11:50 - 11:55 |                                                                             |
| 静岡県         | 静岡放送（SBS）               | 12:00 - 12:05 | 『鉄崎幹人のWASABI』（月曜 - 木曜）内 『上田朋子のGoing My West』（金曜）内 |
| 新潟県         | 新潟放送（BSN）               | 12:08 - 12:13 | [ 6 ]                                                                       |
| 山形県         | 山形放送（YBC）               | 12:14 - 12:20 |                                                                             |
| 富山県         | 北日本放送（KNB）             | 12:15 - 12:20 | [ 7 ]                                                                       |
| 徳島県         | 四国放送（JRT）               | 12:15 - 12:20 |                                                                             |
| 岩手県         | IBC岩手放送（IBC）            | 12:15 - 12:25 |                                                                             |
| 香川県         | 西日本放送（RNC）             | 12:19 - 12:25 |                                                                             |
| 山梨県         | 山梨放送（YBS）               | 12:20 - 12:25 |                                                                             |
| 大分県         | 大分放送（OBS）               | 12:20 - 12:26 |                                                                             |
| 宮城県         | 東北放送（TBC）               | 12:35 - 12:40 | 『ランチボックス-L』内                                                      |
| 中京広域圏     | 東海ラジオ（SF）              | 12:40 - 12:45 | 『源石和輝 ひるカフェ』内                                                   |
| 長崎県・佐賀県 | 長崎放送（NBC） NBCラジオ佐賀 | 12:43 - 12:50 | 『情報コンビニ 午後ゴGO!!』内                                               |
| 福島県         | ラジオ福島（rfc）             | 12:45 - 12:50 | 『スマイル!』内                                                             |
| 岡山県         | 山陽放送（RSK）               | 12:45 - 12:50 |                                                                             |
| 石川県         | 北陸放送（MRO）               | 12:49 - 12:55 |                                                                             |
| 長野県         | 信越放送（SBC）               | 12:54 - 13:00 |                                                                             |
| 宮崎県         | 宮崎放送（MRT）               | 12:55 - 13:00 |                                                                             |
| 鳥取県・島根県 | 山陰放送（BSS）               | 13:00 - 13:05 |                                                                             |
| 熊本県         | 熊本放送（RKK）               | 13:09 - 13:15 |                                                                             |
| 京都府・滋賀県 | KBS京都 KBS滋賀               | 13:55 - 14:00 |                                                                             |
| 沖縄県         | 琉球放送（RBC）               | 16:54 - 17:00 | JRN単独系列局。                                                             |

## 備考
- 本番組は『ラジオライブラリー「新・人間革命」』の
休止に伴うつなぎ番組としての位置付け的扱いとなるが、同番組がネットされていた地方局の内、茨城放送・栃木放送（両局ともNRN単独加盟局）と岐阜放送・ラジオ関西（両局とも独立局）はネットされなかった。なお、沖縄県では『新・人間革命（第1期）』はラジオ沖縄（NRN単独加盟局）にネットされていたが、本番組は琉球放送（JRN単独加盟局）にネットされていた[11]。

- 2015年5月29日放送分の「母へ、そして母から」では、同月17日に渡辺自身の母が永眠したのを受け、渡辺が母親の想い出を、時折涙ぐみながら語った。母親の死去については同月20日に、所属の文学座から公表されていた。